# سیارک ۹۰۴۴۹
سیارک ۹۰۴۴۹ (به انگلیسی: 90449 Brucestephenson، نامگذاری:2004BR116) نود هزار و چهارصد و چهل و نهمین سیارک کشف شده‌است که در ۲۷ ژانویه ۲۰۰۴ کشف شد.